# توزندة جان نو
توزندة جان نو (بالفارسية: توزنده جان نو) هي قرية تقع في قسم طاغنكوة الشمالي الريفي في إيران. يقدر عدد سكانها بـ 113 نسمة بحسب إحصاء 2016.